# Jan Skansholm
Jan Åke Skansholm, född 26/3-1949 i Göteborg, är en svensk läromedelsförfattare.
Skansholm är teknologie doktor och arbetade tidigare som universitetslektor i datalogi vid Chalmers tekniska högskola och Göteborgs universitet. Han har mångårig erfarenhet av programmeringsundervisning.
Skansholm är gift.